# Kyle Smaine
Kyle Smaine (* 27. Juni 1991 in Apple Valley, Kalifornien; † 29. Januar 2023 in der Präfektur Nagano, Japan) war ein US-amerikanischer Freestyle-Skisportler. Er startete in der Disziplin Halfpipe.

## Werdegang
Smaine nahm ab 2008 an Wettbewerben der FIS und der AFP World Tour teil. Sein Weltcupdebüt hatte er im Januar 2009 in Park City, Utah, USA – er schaffte den 11. Platz. In der Saison 2011/12 siegte er bei der Revolution Tour in Northstar at Tahoe am Lake Tahoe, Kalifornien und bei der The North Face Park and Pipe Open Series ebenfalls in Northstar at Tahoe. Zum Beginn der Saison 2013/14 belegte er den dritten Platz bei der The North Face Park and Pipe Open Series in Copper Mountain, Colorado. Es folgte in der Saison ein weiterer dritter Rang bei den Aspen/Snowmass Freeskiing Open in Aspen. Zu Beginn der folgenden Saison gewann er bei der USSA Revolution Tour in Copper Mountain. Im weiteren Saisonverlauf erreichte er im Weltcup mit dem sechsten Platz in Park City und den neunten Rang in Tignes seine ersten Top-Zehn-Platzierungen im Weltcup. Im Januar 2015 wurde er bei den Freestyle-Skiing-Weltmeisterschaften am Kreischberg, Steiermark, Österreich Weltmeister auf der Halfpipe. Die Weltcupsaison beendete er auf dem achten Platz im Halfpipe-Weltcup. In der Saison 2015/16 wurde er bei den Winter-X-Games 2016 in Aspen Neunter und bei den X-Games Oslo 2016 Achter. In der Saison 2017/18 holte er in Mammoth, Kalifornien seinen ersten Weltcupsieg und belegte bei den Aspen Snowmass Freeskiing Open den 2. Platz.
Kyle Smaine wurde am 29. Januar 2023 im Alter von 31 Jahren beim Skifahren im ungesicherten Bereich des Skigebiets am Berg Hakuba Norikura in der Präfektur Nagano in Japan von einer Lawine verschüttet und starb dabei. Zum Zeitpunkt des Unglücks hatte es starken Schneefall gegeben, weshalb die lokalen Behörden Lawinenwarnungen ausgegeben hatten.